# Ducula carola
La dúcula de Carlota (Ducula carola) es un ave de la familia de los colúmbidos. Se trata de un endemismo de las Filipinas.
Su hábitat son los bosques tropicales o subtropicales húmedos. Se encuentra amenazada por la pérdida de hábitat.